# Livry (Nièvre)
Livry – miejscowość i gmina we Francji, w regionie Burgundia-Franche-Comté, w departamencie Nièvre.
Według danych na rok 1990 gminę zamieszkiwało 589 osób, a gęstość zaludnienia wynosiła 21 osób/km² (wśród 2044 gmin Burgundii Livry plasuje się na 398. miejscu pod względem liczby ludności, natomiast pod względem powierzchni na miejscu 214.).